# María Farantoúri

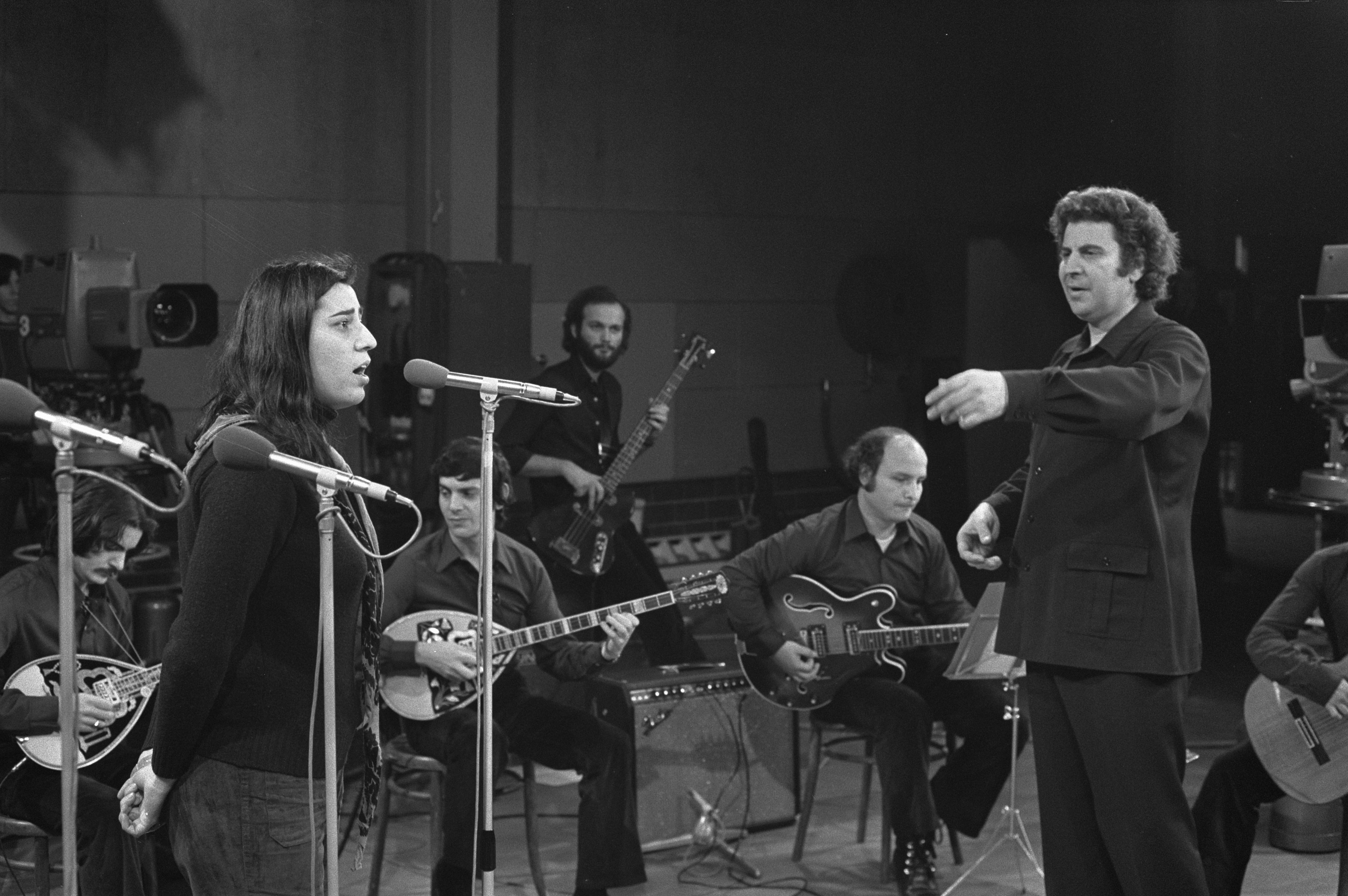
María Farantoúri y Míkis Theodorákis (1972)

María Farantoúri (en griego Μαρία Φαραντούρη) nació en Atenas, Grecia, el 28 de noviembre de 1947. Es una cantante griega de renombre universal, amén de activista política y cultural. Ha colaborado con célebres compositores griegos como Míkis Theodorákis, autor de la partitura del Canto General de Pablo Neruda, en la que María Farantoúri lleva la voz cantante.
Durante la dictadura militar que afligió al pueblo de Grecia entre 1967 y 1974, la Farantoúri grabó canción protesta en el exilio dirigida por Míkis Theodorákis. En 1971 emite su disco Canciones y piezas para guitarra por Theodorákis, con el guitarrista australiano John Williams, que incluía también siete poemas de Federico García Lorca.
Ha grabado en español «Hasta siempre Comandante Che Guevara», así como en italiano e inglés («Joe Hill» y el poema de Bertolt Brecht «Alabama Song», de The Threepenny Opera). También ha grabado poemas de los compositores griegos Eleni Karaindrou y Mikalis Bourboulis, como «San Elektra» y «Tora Xero», acompañada por una hermosa instrumentación a cargo de Vangelis Papatanassiou. Notable es también su Ciclo de Mauthausen.
Su voz tiene especiales matices de ternura, acentuándose con el tiempo su matiz de contralto profunda, con octava y media de sedosa coloratura.
María Farantoúri fue miembro del Parlamento griego entre 1989 y 1993, como representante del Movimiento Socialista Panhelénico (PASOK). Está casada con el político griego Tilemachos Khitiris.

## Discografía

### Colectivos
- 1979 - 9. Festival des politischen Liedes
- 1980 - Canto General
- 1980 - Zehnkampf - Festival des politischen Liedes 1970-1980
- 1985 - Vorwärts, nicht vergessen solidarität!
- 1997 - ¡El Che vive!
- 1999 - Konzert für Víctor Jara

- Datos: Q234918
- Multimedia: Maria Farantouri / Q234918